# Hikari Yamamoto
Hikari Yamamoto (jap. 山本ひかり, Yamamoto Hikari; * 5. Oktober 1995) ist eine ehemalige japanische Tennisspielerin.

## Karriere
Yamamoto begann mit sechs Jahren mit dem Tennissport und sie bevorzugte den Hartplatz. Auf der ITF Women’s World Tennis Tour konnte sie zwei Doppeltitel gewinnen.
2013 erreichte sie bei den US Open zusammen mit ihrer Partnerin Mami Adachi das Viertelfinale im Juniorinnendoppel.
Ihr erstes und einziges Turnier der WTA Tour spielte sie 2014, als sie eine Wildcard für die Qualifikation für das Hauptfeld im Dameneinzel der Toray Pan Pacific Open erhielt. Sie verlor aber bereits ihr Auftaktmatch gegen die an Position acht gesetzte Landsfrau Eri Hozumi mit 2:6 und 2:6.

## Turniersiege

### Doppel
| Nr. | Datum           | Turnier | Kategorie   | Belag     | Partnerin            | Finalgegnerinnen                        | Ergebnis         |
| --- | --------------- | ------- | ----------- | --------- | -------------------- | --------------------------------------- | ---------------- |
| 1.  | 1. Februar 2014 | Tinajo  | ITF $10.000 | Hartplatz | Ioana Loredana Roșca | Arabela Fernández Rabener Elise Mertens | 6:1, 6:1         |
| 2.  | 23. März 2014   | Kofu    | ITF $10.000 | Hartplatz | Nagi Hanatani        | Riko Fujioka Hayaka Murase              | 3:6, 6:2, [10:7] |